# Peter Latz
Peter Latz (* 19. Oktober 1939 in Darmstadt) ist ein deutscher Landschaftsarchitekt und Universitätsprofessor.

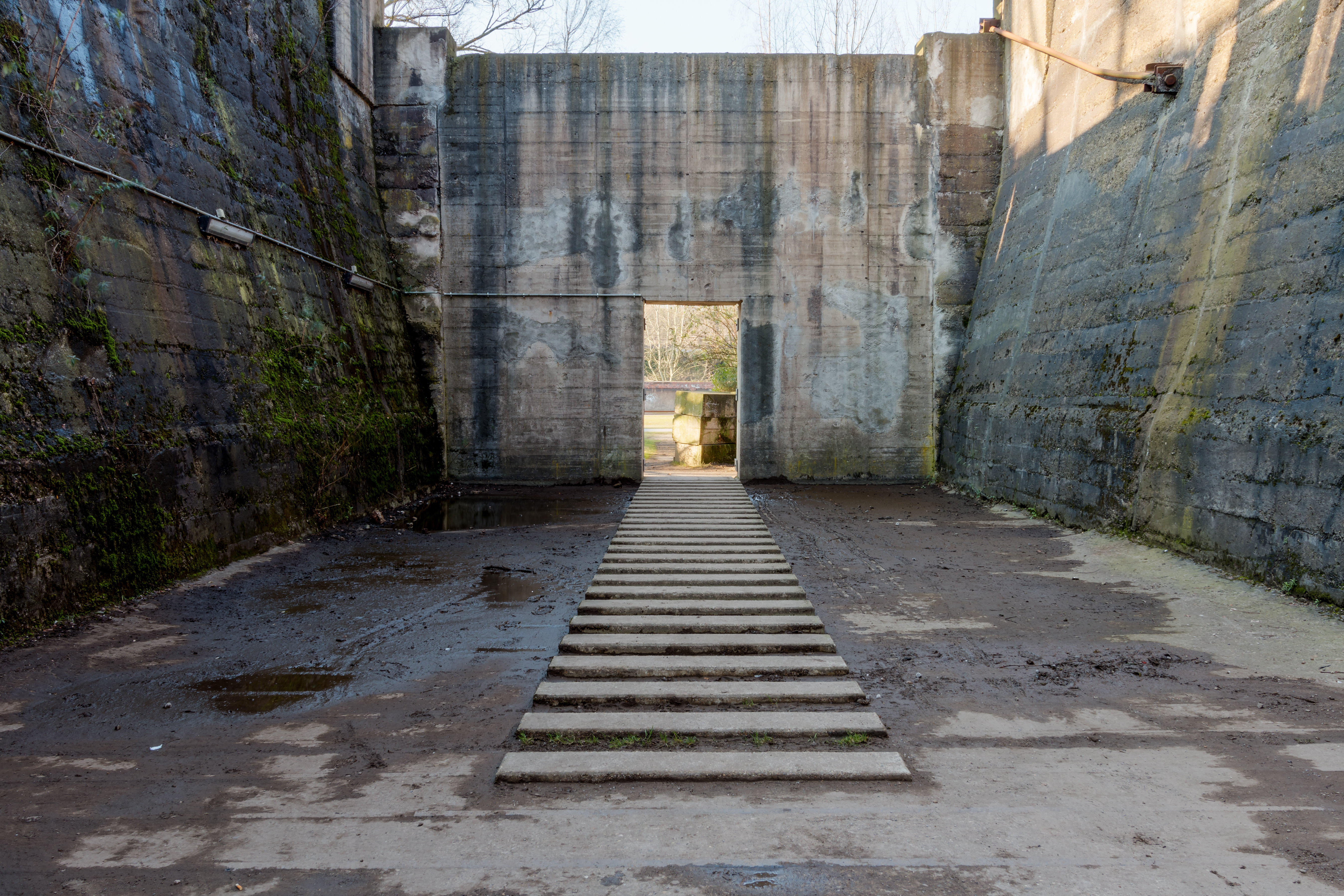
Landschaftspark Duisburg-Nord

## Werdegang
Peter Latz wuchs als ältestes von acht Kindern des aus Saarwellingen stammenden Architekten Heinrich Latz und dessen Frau Marianne (geb. Glückert) im Saarland auf. Nach dem Abitur studierte er Landschaftsarchitektur an der Technischen Hochschule München und durchlief nach dem Diplom ab 1964 die von Professor Erich Kühn initiierte vierjährige städtebauliche Weiterbildung am Institut für Städtebau und Landesplanung der RWTH Aachen, die mit intensiver praktischer Tätigkeit an Stadterneuerungsprojekten – vorwiegend im Ruhrgebiet – gekoppelt war. 1968 gründete Peter Latz mit seiner Frau Anneliese das Büro für Landschaftsarchitektur in Aachen und in Partnerschaft mit Herbert Kuske in Saarbrücken. 1970 gründete er mit dem Architekten Conny Schmitz, Dillingen, das Büro SLS für interdisziplinäre Stadtplanung, Systemplanung und Landschaftsplanung und leitete es bis 1976. Peter Latz wurde 1973 als Hochschullehrer an die Gesamthochschule Kassel berufen, das Büro folgte ein Jahr später. Er baute sein erstes eigenes Haus in Kassel und verband damit ein langjähriges Forschungsprojekt der passiven Solarenergie und Selbstversorgung. 1983 folgte er einem Ruf an die Technische Universität München-Weihenstephan, das Hauptbüro wurde fünf Jahre später an die neue Wirkungsstätte verlegt. Seit 1991 befindet sich der Sitz des Büros in Ampertshausen bei Kranzberg. Dort baute der Landschaftsarchitekt ein 100 Jahre altes landwirtschaftliches Anwesen in ein gartenbauliches Experimentierfeld und ökologisches Demonstrationsobjekt um.
Zu den bekanntesten realisierten Projekten von Peter Latz zählt der Landschaftspark Duisburg-Nord, mit dem er internationales Ansehen (vgl. Auszeichnungen) als ein Pionier der landschaftsarchitektonischen Konversion von stillgelegten Industriestandorten erlangte.
Peter Latz begann seine Lehrtätigkeit 1968 als Dozent an der Limburgse Akademie voor Bouwkunst (Limburger Baukunstakademie) in Maastricht und betreute Projekte in einer Architektenausbildung, die in enger Verknüpfung mit der Praxis durchgeführt wurde. 1973 wurde er Ordentlicher Professor für Landschaftsarchitektur an der Gesamthochschule Kassel und betrieb gemeinsam mit den Kollegen angewandte Forschung für alternative Bautechnologien in Freiraum und Architektur. 1983 erfolgte der Ruf auf den Lehrstuhl für Landschaftsarchitektur und Planung an die Technische Universität München-Weihenstephan, den er im Frühjahr 2008 verließ. Seit den neunziger Jahren ist Peter Latz in Seminaren, Workshops und Symposien weltweit an Hochschulen aktiv, er war Gastprofessor an der Graduate School of Design der Harvard University und ist Adjunct Professor an der School of Design der University of Pennsylvania. Die Nachfolge von Peter Latz an der Technischen Hochschule München trat 2009 Udo Weilacher an.

## Landschaftsarchitektur

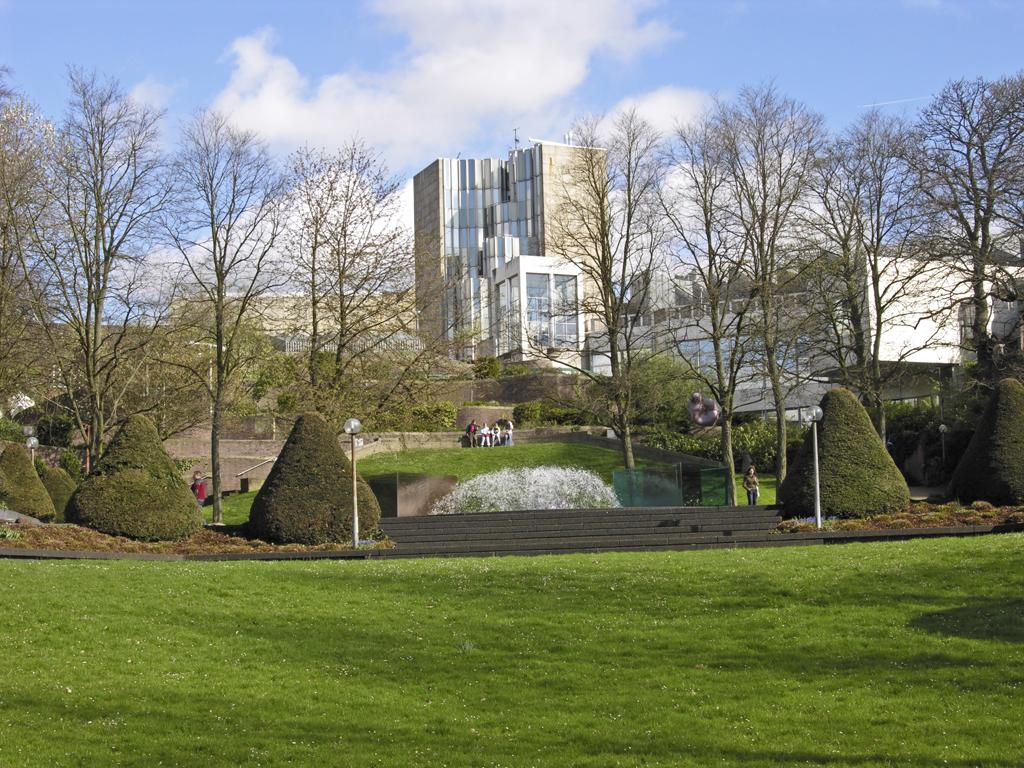
Museum Abteiberg, Mönchengladbach

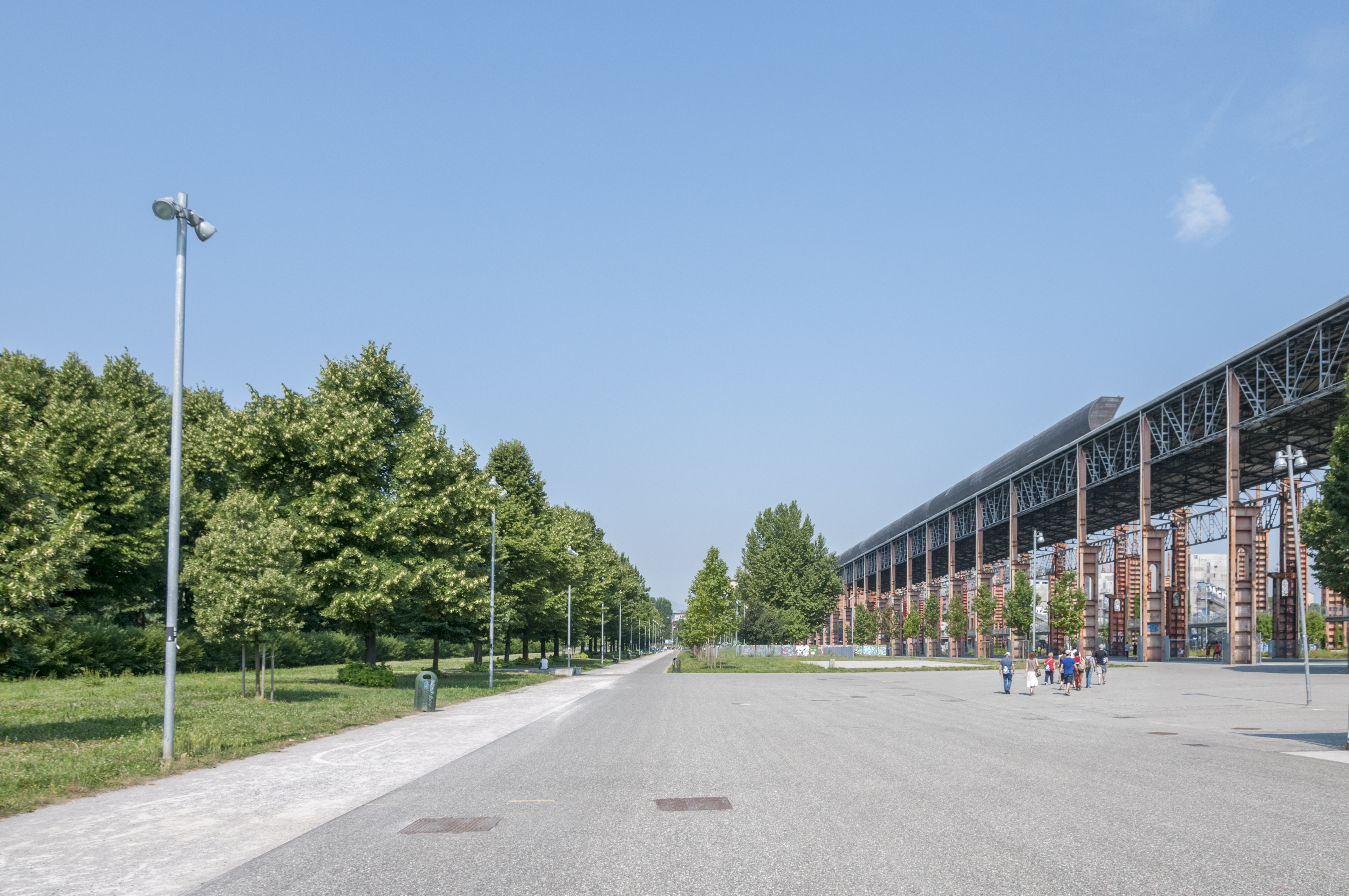
Parco Dora

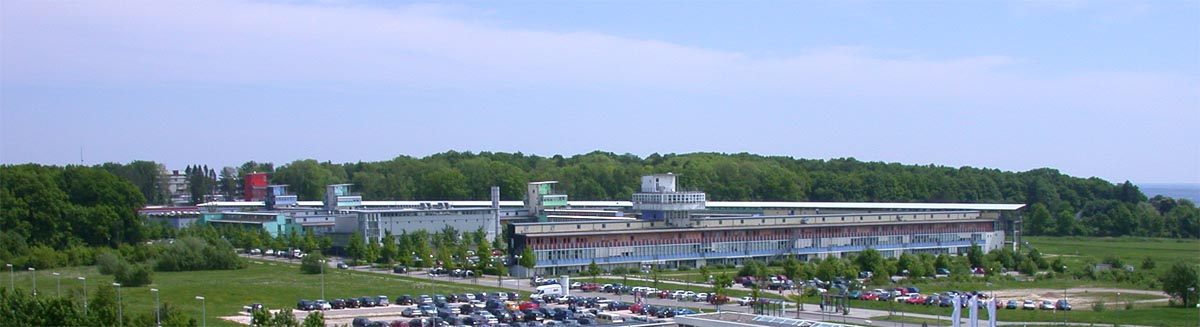
Universität Ulm

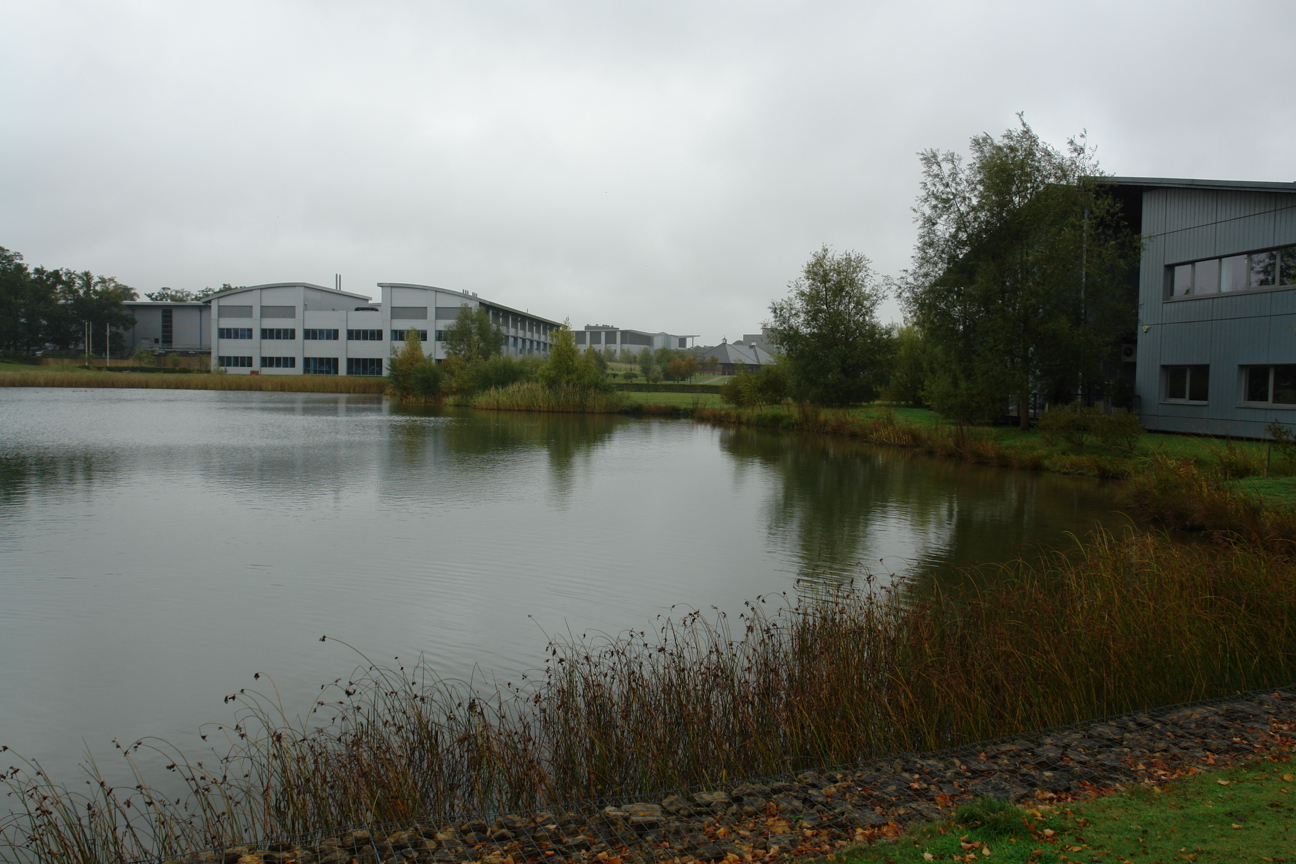
Granta Park in der Nähe Cambridge

- 1977–1979: Garten des Haus Burghardt, Regensburg (Architekt: Thomas Herzog mit Verena Herzog-Loibl)[2], eingetragen als Baudenkmal von Regensburg-Kumpfmühl-Ziegetsdorf-Neuprüll[3]
- 1976–1980: Universität Marburg, Lahnberge
- 1963–1982: Museum Abteiberg, Mönchengladbach mit Hans Hollein
- 1976–1985: Universitätsklinikum Marburg, Lahnberge
- 1981–1985: 5 Gärten für die BUGA „Grüne Häuser“, Berlin-Britz
- 1986–1988: Technische Universität München, Institut für Landespflege und Botanik / Hauptstruktur Freiflächen, Dächer, Fassadenbegrünung, München
- 1980–1989: Bürgerpark Hafeninsel, Saarbrücken
- 1989: Vorgarten der Landeszentralbankfiliale in Kassel, Ständeplatz 12/14[4]
- seit 1991: Atelier, Wohnhaus und Garten, Ampertshausen bei Kranzberg
- 1990–1992: Frankfurter Grüngürtel, Frankfurt am Main / Entwicklungsplanung
- 1996: Fußgängerzone, Melsungen
- 1998: Jardin de brume, Festival International des Jardins, Chaumont-sur-Loire
- 1996–1999: Granta Park in der Nähe von Cambridge, Großbritannien
- 1988–2001: Universität Ulm (Uni West), Eselsberg mit Steidle + Partner
- 1990–2001: Landschaftspark, Duisburg-Nord
- 2002–2003: Studentenwohnheim, München mit Ueli Zbinden
- seit 2004: Parco Dora, Turin
- seit 2004: Hiriya Landfill Restoration, Ayalon Park, Tel Aviv
- 2002–2005: Besucherzentrum der KZ-Gedenkstätte Dachau, Dachau mit Florian Nagler
- 1990–2008: Plateau de Kirchberg, Luxemburg

## Ehrungen und Preise
- 1989: Deutscher Landschaftsarchitektur-Hauptpreis für Hafeninsel, Saarbrücken
- 2000: Erster Europäischer Preis für Landschaftsarchitektur Rosa Barba für die wegweisende Planung des Landschaftsparks Duisburg-Nord
- 2001: Grande Médaille d’Urbanisme der Académie royale d’architecture, Paris
- 2005: Place Planning Award der Environmental Design Research Association (EDRA), Edmond
- 2010: Green Good Design Award in der Kategorie „Urban Planning / Landscape Architecture“ des 'European Center for Architecture Art Design and Urban Studies + the Chicago Athenaeum: Museum of Architecture and Design, Chicago, Dublin, Athen' für Projekte Ariel Sharon Park und Hiriya Landfill Rehabilitation
- 2010: Green Good Design Award des 'European Center for Architecture Art Design and Urban Studies und des Chicago Athenaeum: Museum of Architecture and Design' für seine Rolle als „leader, pioneer and innovator in Green Design“
- 2010: BDA-Preis Bayern für Besucherzentrum der KZ-Gedenkstätte Dachau[5]
- 2011: Gestaltungspreis der Stadt Dachau für Besucherzentrum der KZ-Gedenkstätte Dachau
- 2011: Auszeichnung – Deutscher Architekturpreis für Besucherzentrum der KZ-Gedenkstätte Dachau[6]
- 2014: Friedrich-Ludwig-von-Sckell-Ehrenring
- 2016: RIBA Honorary Fellowships für Anneliese und Peter Latz[7]
- 2016: Sir Geoffrey Jellicoe Award der International Federation of Landscape Architects (IFLA), der weltweite Verband der Landschaftsarchitekten
- 2017: Premio Cagliaripaesaggio, Cagliari für sein Lebenswerk

## Schüler
- Udo Weilacher

## Filmografie
- 2013: Peter LATZ - Expériences de Paysage FFP - 26 janvier 2013[8]
- 2014: Rapperswilertag 2014 - Peter Latz[9]
- 2015: Bauen mit Pflanzen: Landschaftsarchitekt Peter Latz | Zwischen Spessart und Karwendel | BR[10]
- 2015: Heinze ArchitekTOUR Kongress 2014 - Interview Professor Peter Latz, Latz + Partner[11]
- 2019: ParkZeit im Landschaftspark Duisburg-Nord - Folge 1[12]